# Gigue (danse)
Pour les articles homonymes, voir Gigue.

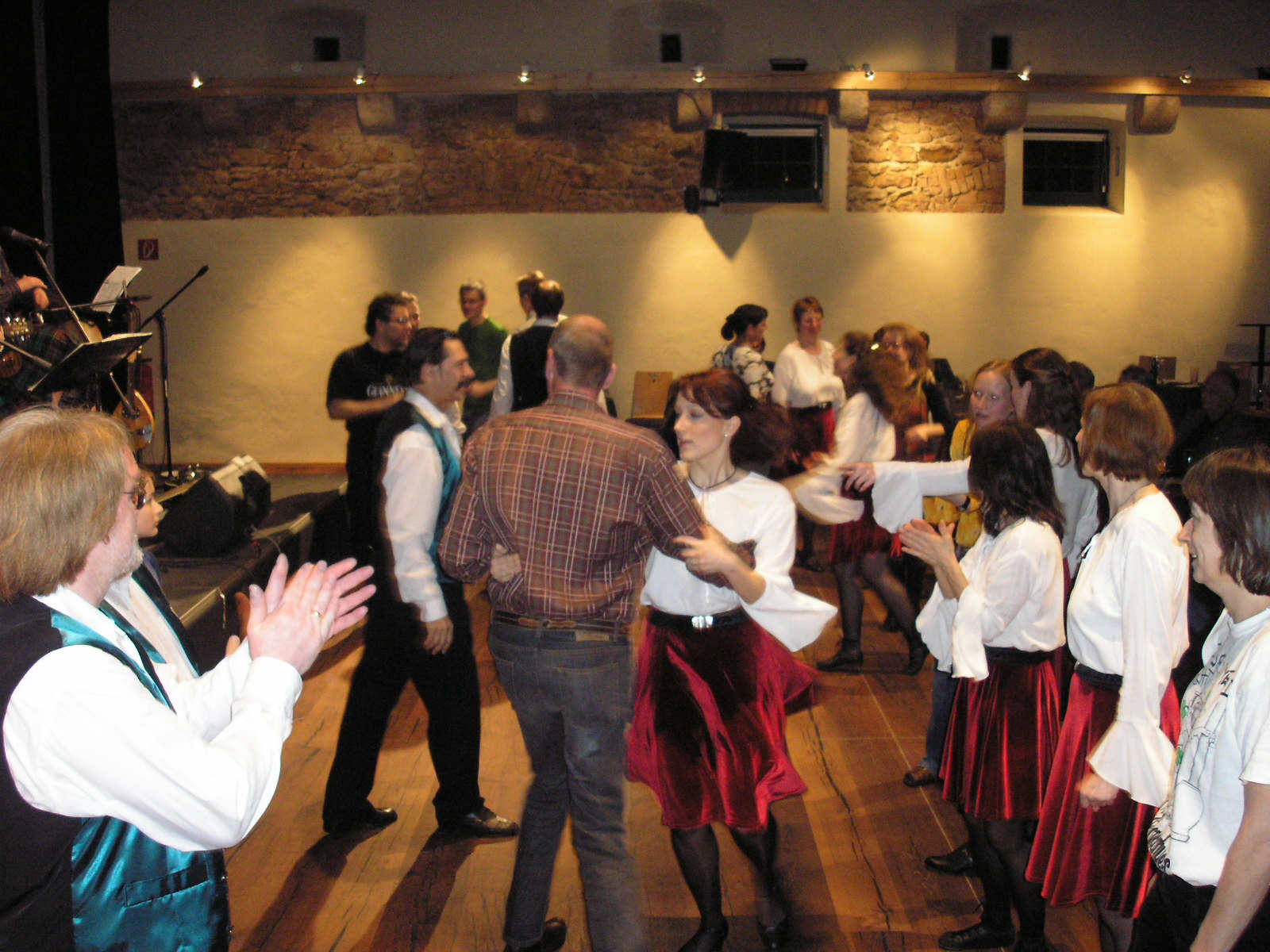
Haymakers' Jig à un ceili irlandais.

La gigue est une danse rapide ou très rapide, d'origine probablement anglaise ou irlandaise (jig). Elle est de rythme ternaire ou binaire (dans ce cas en triolets ou notes pointées).
Chronologiquement, c'est la dernière danse à être intégrée comme élément de base de la suite baroque. Elle se joue en principe en dernier lieu, après la sarabande, mais avec la possibilité d'intercaler entre elles certaines danses optionnelles, telles que menuet, gavotte, bourrée, passepied, rigaudon, farandole, etc.
Lorsqu'elle n'est pas la dernière danse de la suite, elle précède le plus souvent une chaconne ou une passacaille.
La jig est également une des trois principales danses irlandaises. À New York, dans les années 1830, la gigue des immigrants irlandais fusionne avec le shuffle des esclaves pour donner le buck and wing, l'ancêtre des claquettes modernes.
En Écosse, elle constitue l'une des principales danses traditionnelles. On la retrouve notamment dans les medleys joués par les pipe bands (groupes traditionnels composés de cornemuses et de percussions), généralement en milieu de suite, lors des différents championnats et représentations. Elle est également l'une des épreuves de base des concours de danse. Enfin, elle compose avec le hornpipe l'un des sets de morceaux imposés lors des championnats du monde de caisse-claire écossaise (RSPBA World Solo Drumming Championships).
Au Québec (Canada), la gigue est fort populaire au XIXe siècle et au début du XXe siècle. Elle est toujours présente dans tout le répertoire nord-américain (Gilles Vigneault, par exemple, l'emploie fréquemment). Son rythme soutenu s'adapte bien au répertoire pop et aux goûts musicaux actuels (par exemple la Jig of Life de Kate Bush, dans son album Hounds of Love).
En Belgique, la chapelloise peut aussi s'appeler gigue.

## La gigue traditionnelle québécoise
La gigue au Québec fut comme pour le tap-dancing américain un mélange culturel entre le step-dancing européen (en provenance d'Irlande ou d'Écosse), le clogging anglais et la culture déjà présente en Amérique (la culture noire par exemple aux États-Unis).
Au Québec, c'est à la suite des grandes vagues d'immigrations irlandaises que les échanges débuteront. On peut facilement retrouver l'empreinte laissée par les Irlandais à travers les chants, les musiques et les danses traditionnelles du Québec. "La place de la communauté écossaise n’est pas à dédaigner : quantité de nos danses (spandy, brandy…) sont clairement identifiées comme étant d’origine écossaise et notre gigue a d’énormes similitudes avec celle des Lowlands."
Toutes les régions du Québec n’ont cependant pas la même pratique de la gigue. Par exemple, le 
 (jig) et la clog (
) se dansent presque uniquement dans l'Outaouais, tandis que la région montréalaise a conservé la valse-clog (
) qui lui vient de sa forte population anglaise au siècle dernier. On la tient d’ailleurs du célèbre violoneux Jean Carignan. Mais le Québec, et les Canadiens français (ainsi que les Métis de l'Ouest), se distinguent du reste de l’Amérique et des îles Britanniques par le 
. La célèbre grande gigue simple, le brandy (danse giguée) et les multiples grondeuses sont toutes des mélodies à trois temps (à division binaire) qui furent longtemps la spécificité des francophones d’Amérique. Ces mélodies (et les pas associés) sont vraisemblablement venues des îles Britanniques (certaines d’Écosse) et ont été conservées au Québec, tandis qu’elles disparaissaient dans leur contrée d’origine. Depuis quelques décennies, ces 
 cèdent peu à peu la place au reel (
), le genre le plus répandu à travers le Québec et l’Amérique en entier. Sous toutes ses formes, la gigue exerce une fascination peu commune sur la population locale; par sa virtuosité, son accord parfait à la musique, la finesse de ses mouvements et l’énergie qu’elle déploie. Elle représente en quelque sorte la quintessence de la danse traditionnelle québécoise.

## Dans la culture populaire
Dans Les Aristochats, la chanson Tout le monde veut devenir un cat mentionne ce type de danse : « Qui donc danserait encore la gigue avec des nattes… quand tout le monde veut devenir un cat ?».
Dans les saisons 2 à 4 de la série Les Mystérieuses Cités d'Or, La Gigue des Marins est régulièrement chantée par les marins ou les soldats espagnols et portugais, notamment Sancho et Pedro. Dans la saison 2, Esteban la reprend face à l'Empereur de Chine alors qu'ils se fait passer pour son fils.